# Raffaello Lambruschini
Raffaello Lambruschini (Genova, 14 agosto 1788 – Firenze, 8 marzo 1873) è stato un politico, agronomo e pedagogista italiano.

## Biografia

### I primi anni
Nato a Genova il 14 agosto del 1788 da Luigi Lambruschini e Antonietta Levrero. Inizia gli studi nella città natale, proseguendoli successivamente a Livorno, dove il padre si era trasferito con la famiglia a causa del suo commercio e anche per il rientro al governo dei francesi dopo la battaglia di Marengo.
Successivamente, per assecondare il desiderio della sua famiglia, Raffaello si trasferì a Roma per seguire gli studi teologici e la carriera ecclesiastica, sotto la sorveglianza dei due zii paterni, mons. Giovanni Battista e il sacerdote paolino Luigi Lambruschini (futuro cardinale e Segretario di Stato). Terminò la sua preparazione al sacerdozio sotto la guida dei Gesuiti nel seminario Diocesano d'Orvieto. Qui migliorò non solo la sua formazione classica, indispensabile per chi voleva intraprendere una rapida e brillante carriera prelatizia, ma aveva potuto anche confrontarsi con le nuove idee di libertà, giustizia ed eguaglianza, portate da numerosi fuoriusciti napoletani. Il contatto con questi esuli ha influito sulla sua formazione civile e politica, aprendosi verso istanze più egualitarie e umanitarie, specie nel campo dell'educazione e della formazione dei giovani, definendo i principi morali e civili che dovranno essere sviluppati nei giovani attraverso l'educazione.
Il 18 febbraio 1812 venne arrestato e deportato in esilio in Corsica, durante il quale tenne corrispondenza con Angelo Mai e lesse numerose opere, tra le quali possiamo citare la Théorie élémentaire de la botanique, che in futuro gli avrebbe aperto gli occhi sull'astrattezza dei procedimenti delle scienze teologiche e morali avviandolo a un modo più sperimentale e critico di porsi di fronte ai problemi, al fine di applicare i progressi raggiunti dalle scienze per attuare una cultura nuova.
Questo periodo di esilio venne denominato più tardi dallo stesso Lambruschini come "la sua vera rigenerazione spirituale".

### Il sacerdozio e la formazione culturale
Liberato nel 1814, entrava l'anno dopo nella carriera prelatizia delle Congregazioni Romane; ma non approvando il nuovo indirizzo della Chiesa, "che non cercava più di cattivare gli uomini, ma di sottometterli", se ne ritrasse presto e, nel 1816, fissò la sua dimora a Figline Valdarno, nella tenuta paterna di San Cerbone.
Il Valdarno gli permise un'introspezione psicologica e un'osservazione empirica dettagliata dei vari problemi che agivano sulla coscienza italiana ed europea del tempo, riuscendo a cogliere le questioni basilari nella loro evoluzione storica. Tutto ciò era favorito dalla cultura toscana dell'epoca che, influenzata dal pensiero galileiano, si orientava verso il sensismo e il realismo, disinteressandosi della pura speculazione filosofica. La direzione della vasta tenuta di San Cerbone assorbiva molte ore della giornata: arava, zappava, potava...; aveva abbandonato la speculazione teorica per studiare i vari aspetti del sistema produttivo. Di tanto in tanto si recava a Firenze per ascoltare le lezioni di botanica del prof. Carlo Passerini e del prof. Ottaviano Targioni, per approfondire le sue conoscenze sull'agricoltura, animato com'era dal desiderio di apportare innovazioni anche in questo campo.
Nel 1823-1824 Lambruschini cominciò a frequentare l'Accademia dei Georgofili per trovare una soluzione al problema agricolo che secondo lui era risolvibile attraverso un migliore e più razionale sfruttamento della terra, attraverso l'adozione di nuove tecniche, già sperimentate altrove, e l'introduzione di nuovi tipi di produzione. Fu lo stesso Passerini che lo introdusse nella redazione del Giornale Agrario; così ebbe la possibilità di incontrare e conoscere Giovan Pietro Vieusseux e tutti gli intellettuali affiliati al Gabinetto: Gino Capponi, Cosimo Ridolfi, Bettino Ricasoli, Niccolò Tommaseo, Vincenzo Salvagnoli. Insieme a loro il Lambruschini si orienta al miglioramento delle condizioni del popolo e a destare lo spirito pubblico attraverso l'istituzione di scuole di mutuo insegnamento, d'arti e mestieri, di casse di risparmio, di asili infantili e rivista di stampa periodica. Tutte queste iniziative avevano lo scopo di stimolare un processo di crescita nazionale, dove l'equilibrio sociale e la formazione degli individui sono il cardine ultimo di tutto il pensiero del gruppo liberal-cattolico.

### L'opera pedagogica
Il Lambruschini seguì con interesse l'evoluzione in Italia del metodo reciproco, tanto che il suo interessamento alla parte teorica, didattica e pedagogica del movimento, gli portò notevoli meriti. In quello stesso periodo vennero fondate in Toscana numerose scuole di questo genere, poiché considerate non solo efficaci, ma, soprattutto, a basso costo. Fiorirono inoltre, sull'esempio dell'esperienza aportiana, molti asili infantili e venne incoraggiata, mediante pubblici concorsi, una più ricca produzione letteraria per l'infanzia. Inizialmente l'istruzione popolare in Toscana venne affidata dal granduca Leopoldo II alle iniziative di privati, mossi da una sensibilità in campo sociale. Fu perciò il Gabinetto Vieusseux, attraverso le iniziative del Capponi, del Ridolfi, del Ricasoli e dello stesso Lambruschini che iniziarono quel processo di istruzione del popolo, attraverso l'offerta di istruzione tecnica e morale che avrebbe portato di conseguenza a un'elevazione della consapevolezza sociale delle classi agricole toscane.
In questo clima il Lambruschini fonda nel 1827, con Cosimo Ridolfi, Lapo de' Ricci e Gino Capponi, il Giornale Agrario Toscano, con lo scopo di istruire il popolo intorno ai processi e progressi agrari, di migliorare le condizioni di vita, di diffondere i principi dell'economia pubblica e di agronomia che erano propugnati dall'Accademia dei Georgofili.
Nel 1830 l'educatore toscano accetta di istruire ed educare il più grande dei nipoti del Vieusseux, Paolino, e, più tardi, il minore, Emilio. Con loro nasce, nella villa di San Cerbone, un Istituto, che inizia ad accogliere fanciulli di famiglie agiate, ma mai più di dodici allievi. Questo istituto era improntato sullo stesso spirito e sulle nuove metodiche che ispiravano l'istituto di Vernier, diretto dal suo grande amico Francesco Naville. L'istituto di San Cerbone accoglieva sia i figli dei ceti agiati, che pagavano una retta mensile determinante per la sopravvivenza dell'Istituto stesso, sia i figli dei contadini, che provvedevano economicamente con offerte volontarie. Entrambi facevano gli stessi studi e ricevevano la stessa educazione, con l'unica differenza di abitare in parti diverse della villa.
Il frutto di questa esperienza compare nella Guida dell'educatore, giornale fondato e diretto dal Lambruschini tra il 1836 e il 1845 "...quanto di meglio aveva Firenze e la Toscana", che per fortuna ebbe diffusione in ogni parte d'Italia, allo scopo di accostare al problema educativo genitori e maestri e attraverso il quale il Lambruschini pensava di coagulare il pensiero liberal-cattolico e moderato intorno alla problematica dell'educazione e della formazione del popolo. Tuttavia in Toscana, come d'altra parte anche nel resto d'Italia (con l'eccezione della Lombardia), a causa delle risibili cifre destinate dai Governi all'istruzione pubblica, era complicato istituire e mantenere scuole, in particolare nelle zone agricole. Anche per questo motivo, nel 1847 il sacerdote toscano scioglie il suo istituto di San Cerbone, lascia gli studi di agronomia e si trasferisce a Firenze. Qui dirige, tra il 1847 e il 1849, con Bettino Ricasoli e Vincenzo Salvagnoli, il giornale La Patria, di tendenze moderate con l'idea di preparare l'unità d'Italia. Tuttavia il giornale venne chiuso e il Lambruschini fu costretto a riparare nella sua tenuta.
Collabora in seguito prima al giornale Nazionale e, dal 1849 al 1851 allo Statuto, scrivendo una serie di articoli politico-educativi. Scrive anche sull'Autorità e sulla Libertà, sugli uffizi del clero, sull'emancipazione degli ebrei e sulla liberazione della Polonia. Il Lambruschini in questi anni s'impegna politicamente, aderendo al neoguelfismo e coltivando la speranza di una conciliazione del papato con le aspirazioni liberali e nazionali italiane, seguendo le tesi di Vincenzo Gioberti sul "Primato" tra le nazioni d'Europa che l'Italia avrebbe ritrovato quando la Chiesa, rinnovata e rinvigorita, avesse ripreso la sua funzione universale; perciò auspicava un'unificazione nazionale attraverso una formula federativa di Stati sotto la presidenza del Pontefice, salvaguardando allo stesso tempo le singole dinastie regnanti.

### I lavori nel parlamento toscano
Scoppiata la rivoluzione nel 1848, il Lambruschini sedette nel giugno 1848 Consiglio generale toscano con i moderati liberali, come il Salvagnoli e il Ricasoli, proponendo per la risoluzione del problema dell'Unità nazionale l'idea del Gioberti di una Federazione. Tuttavia il fallimento della proposta neo-guelfa, dovuto al ritiro dell'appoggio di papa Pio IX alla guerra, aprì la via all'egemonia piemontese, destinata successivamente a realizzare l'unità nazionale. Venne eletto Vicepresidente. Rieletto nel Parlamento toscano nel novembre dello stesso anno, non approvando il ministero Giuseppe Montanelli – Francesco Domenico Guerrazzi, succeduto al ministero Capponi, ne rimase in disparte e non si ricandidò nel marzo 1849. Nel 1849 la fuga del Papa e quella del Granduca portarono il Lambruschini ad assumere una posizione marginale nella politica del tempo. Si rifugiò di nuovo a S. Cerbone dove venne assalito dai livornesi che cercavano il "pretaccio".
In questo periodo riordinò e corresse tutto ciò che aveva pubblicato nella Guida dell'educatore. Frutto di questo studio fu, nel 1849, il trattato Dell'Educazione e dell'Istruzione.
Il 27 aprile 1859 Leopoldo II, in seguito alla guerra vittoriosa dei franco-piemontesi e a rivolte popolari, lascia definitivamente la Toscana.
La nuova situazione permise al Lambruschini di ritornare alla politica; divenne vicepresidente della Consulta di Stato e venne rieletto nell'ottobre 1859 deputato dell'Assemblea Toscana e nominato Ispettore generale delle scuole, gli furono compagni Gerolamo Buonazia, Augusto Conti e Aurelio Gotti.
Il 15 marzo 1860 la regione votò l'annessione al Regno di Sardegna e pochi giorni dopo le truppe piemontesi entrarono in Firenze.

### Senatore del Regno
Nel 1860, insieme a Conti e Gotti, istituì il giornale La famiglia e la scuola, che ottenne notevole successo e contenne interventi sia di carattere pedagogico, sia politico, didattico e organizzativo. A questo giornale tenne dietro La gioventù, dove torna a esporre e perfeziona le sue idee sull'insegnamento del leggere, rinnovando così quel fecondo contatto fra i particolari problemi della didattica e i problemi più generali della pedagogia, che era stato la caratteristica fondamentale del suo pensiero educativo.
Significativi i suoi interventi sulla "questione della lingua" intorno alla quale si intrecciavano questioni di antropologia, sostenere la radice comune di tutte le lingue era un modo per sostenere l'unità del genere umano, e questioni di politica linguistica quali l'uso didattico della lingua materna e dei dialetti.
Con l'annessione della Toscana al Piemonte è nominato senatore del Regno di Sardegna il 23 marzo 1860; la nomina verrà poi convalidata in data 6 luglio 1860, e giurò come senatore del Regno d'Italia solo il 20 aprile 1861. Nel frattempo venne eletto alla Camera dei deputati del Regno d'Italia all'elezioni politiche del 3 febbraio 1861 nel collegio di Cagli (Pesaro e Urbino), con voti 153 su 157 votanti, ma l'elezione decadde il 1º marzo 1861 in quanto già nominato senatore.

### Gli ultimi anni
Dopo la morte di Cosimo Ridolfi, nel 1865, venne eletto Presidente dell'Accademia dei Georgofili; nel 1867, Professore di Pedagogia e Antropologia all'Istituto di Studi Superiori e sovrintendente nel medesimo istituto e, nel 1869, Arciconsole all'Accademia della Crusca. Tuttavia gli affari pubblici non gli impedirono di dedicarsi agli studi: si occupava di alcuni problemi di metodo, pubblicava sillabari e libri per fanciulli.
Nel 1871 pubblicò Dell'Istruzione, nel 1872 Delle virtù e dei vizi e nel 1873 Elogi e Biografie. L'8 marzo 1873 morì, colto da paralisi, all'età di 85 anni, nella sua villa di S. Cerbone. Fu sepolto nella cappella di famiglia, nel cimitero di Figline Valdarno.

## Il pensiero
Una citazione tratta da Pensieri di un solitario, messa in risalto da Ernesto Codignola, sintetizza l'originale pensiero religioso di Lambruschini: «La Chiesa è per le anime, non sono le anime per la Chiesa». Il suo umanesimo salvaguarda i diritti del credente senza negare la tradizione religiosa della Chiesa e in ciò è lontano da Rousseau e da Kant, pur avendone ereditato in qualche modo il pensiero. «Vuole spiritualizzare l'autorità, non abolirla» e in ciò è lontano dai protestanti.

## Opere
- R. Lambruschini, Conferenze religiose e preghiere inedite, a cura di Angiolo Gambaro, Venezia, La Nuova Italia, 1926
- Riforma religiosa nel carteggio inedito di Raffaello Lambruschini, Torino, Paravia, 1923-1926
- R. Lambruschini, Scritti politici e di istruzione pubblica, raccolti e illustrati da A. Gambaro, Firenze, La Nuova Italia, 1937
- R. Lambruschini, Scritti di varia filosofia e religione, raccolti e illustrati da A. Gambaro, Firenze, La Nuova Italia, 1939
- R. Lambruschini, Scritti pedagogici, a cura di G. Verucci, Torino, UTET, 1974
- G. Capponi - R. Lambruschini, Carteggio (1828-1873), con introduzione e a cura di V. Gabbrielli, Premessa di C. Ceccuti, Firenze, Fondazione Spadolini - Nuova Antologia - Le Monnier, 1996
- R. Lambruschini - G. P. Vieusseux, Carteggio, 1826-1834, con introduzione e a cura di V. Gabbrielli; prefazione di G. Galasso, Fondazione Spadolini - Nuova Antologia - Le Monnier, 1997
- R. Lambruschini - G. P. Vieusseux, Carteggio 1835-1837, con introduzione e a cura di A. Paoletti Lange, premessa di Cosimo Ceccuti Fondazione Spadolini - Nuova Antologia - Le Monnier, 1998
- R. Lambruschini - G. P. Vieusseux, Carteggio 1838-1840, con introduzione e a cura di Veronica Gabbrielli, con premessa di Cosimo Ceccuti, Fondazione Spadolini - Nuova Antologia - Le Monnier, 1999
- R. Lambruschini - G. P. Vieusseux, Carteggio 1841-1845, con introduzione e a cura di Aglaia Paoletti Langè, con premessa di Cosimo Ceccuti, Fondazione Spadolini - Nuova Antologia - Le Monnier, 1999
- R. Lambruschini - G. P. Vieusseux, 1846-1852, con introduzione e a cura di Veronica Gabbrielli, con una premessa di Cosimo Ceccuti. Fondazione Spadolini - Nuova Antologia - Le Monnier, 2000
- R. Lambruschini - G. P. Vieusseux, Carteggio 1853-1863, con introduzione e a cura di Marco Pignotti, con una premessa di Cosimo Ceccuti, Fondazione Spadolini - Nuova Antologia - Le Monnier, 1999